# Catumaxomab
Catumaxomab ist ein Arzneistoff aus der Gruppe der monoklonalen Antikörper zur Behandlung von malignem Aszites (Wasserbauch) bei Krebs. Er ist ein trifunktionaler Antikörper und wirkt u. a. durch seine Bindung an das Oberflächenantigen EpCAM (epithelial cell adhesion molecule). Als Arzneimittel war Catumaxomab von 2009 bis 2014 unter dem Handelsnamen Removab und ist erneut seit 2025 (Handelsname Korjuny) für den europäischen Markt zugelassen.
Er wird in klinischen Studien für eine Anwendung zur Behandlung anderer Krebserkrankungen erprobt. 

## Klinische Angaben

### Anwendungsgebiete
Catumaxomab war zur Behandlung der bösartigen Bauchwassersucht (maligner Aszites) bei Patienten mit EpCAM-positiven Karzinomen zugelassen, für die keine Standardtherapie zur Verfügung steht oder bei denen diese nicht mehr anwendbar ist.

### Art und Dauer der Anwendung
Catumaxomab wurde direkt in die Bauchhöhle (intraperitoneal) verabreicht. Die Behandlung bestand aus einem Zyklus von vier Einzelgaben ansteigender Konzentration, die über circa 11 Tage verabreicht wurden.

### Unerwünschte Wirkungen
Die meisten Nebenwirkungen waren bedingt durch die Freisetzung von Zytokinen infolge der immunologischen Wirkung des Arzneistoffes. Die bislang beschriebenen Nebenwirkungen waren meist mild bis mittelschwer und bildeten sich vollständig zurück.

## Pharmakologische Angaben

### Wirkungsmechanismus
Die Zellen vieler epithelialer Tumoren tragen das EpCAM-Antigen auf ihrer Oberfläche. Catumaxomab bindet über das EpCAM-Antigen an solche Tumorzellen. Das Molekül bindet noch an zwei weitere Zelltypen: spezifisch an T-Zellen über das CD3-Antigen und unspezifisch über den Fc-Teil an akzessorische Zellen z. B. Makrophagen oder natürliche Killerzellen. Dadurch werden verschiedene immunologische Wirkmechanismen aktiviert, die zu einer komplexen Reaktion des Immunsystems gegen die Tumorzelle führen.
Catumaxomab entfernt so EpCAM-positive Tumorzellen aus der Bauchhöhle und reduziert damit die intraperitoneale Tumorlast, die als Ursache für die Entstehung des malignen Aszites gilt. Catumaxomab unterdrückt dadurch längerfristig die Neubildung des Aszites.

## Geschichtliches
Der Antikörper Catumaxomab wurde von dem deutschen Unternehmen Trion Pharma entwickelt. Dafür nutzte Trion einlizenzierte Vorarbeiten des Münchner Helmholtzzentrums. Die klinische Untersuchung erfolgte durch Fresenius Biotech, die Catumaxomab dann 2007 zur behördlichen Zulassung einreichte. Am 20. April 2009 erhielt der Antikörper die Zulassung für die Europäische Union mit dem Handelsnamen Removab. Nachdem sich Fresenius 2013 von seiner Biotechsparte getrennt hatte, musste die bis dahin von Fresenius unterstützte Entwicklerfirma, Trion Pharma, Insolvenz anmelden. 2017 ließ der Alleinvermarkter von Removab, die Neovii Biotech GmbH, die 2009 erteilte Zulassung durch die Europäische Kommission zurückziehen. Die aus der Firma Trion Pharma entstandenen Firmen Trion Research und Lindis Biotech konnten die Inhaberrechte an dem Wirkstoff wiedererlangen und erproben ihn und andere Entwicklungen ihrer Antikörperplattform in Zusammenarbeit mit Forschungsinstituten in klinischen Studien. Nachdem Lindis Biotech einen neuen Antrag zur Vermarktung gestellt hatte, empfahl die Europäische Arzneimittelagentur ihn im Oktober 2024 zur Zulassung (Handelsname Korjuny), die Zulassung erfolgte im Februar 2025.